# Polypedilum declive
Polypedilum declive är en tvåvingeart som först beskrevs av Jean-Jacques Kieffer 1922.  Polypedilum declive ingår i släktet Polypedilum och familjen fjädermyggor.
Artens utbredningsområde är Kongo. Inga underarter finns listade i Catalogue of Life.